# Голуб, Марина Григорьевна
Мари́на Григо́рьевна Го́луб (8 декабря 1957, Москва — 9 октября 2012, там же) — советская и российская актриса театра и кино, телеведущая, заслуженная артистка Российской Федерации (1995).

## Биография
Родилась 8 декабря 1957 года в Москве. Её приёмный отец — полковник ГРУ Григорий Ефимович Голуб (1923—2014), в прошлом военный разведчик, служил консулом в Финляндии, затем поочерёдно работал директором мебельного магазина, чиновником в московском управлении культуры, в московском райкоме КПСС; мать — актриса Людмила Голуб, играла в театре им. Н. В. Гоголя, затем работала актрисой в Москонцерте. Дед по отцу — Ефим Самойлович Голуб, был наркомом финансов Украинской ССР (репрессирован в 1937 году).
Окончила среднюю школу № 33 г. Москвы (1965—1975).
В 1979 году окончила Школу-студию МХАТ (курс Виктора Монюкова).
По окончании школы-студии Марина Голуб в 1979—1981 годах работала в Москонцерте и с 1981 по 1987 годы служила в Театре миниатюр Аркадия Райкина, в 1987 перешла в труппу Московского театра «Шалом», а в 2002 — в Московский Художественный театр имени А. П. Чехова.
Марина Голуб вела телепередачи «Хенки-Пенки», «Утренняя почта», «Доброе утро», «Эх, Семёновна!», «Девчата», «Путешествия натуралиста» и «Пойми меня» (выпуск от 3 мая 1998 года).
В июне 2011 года вошла в Общественно-консультативный совет по проблемам функционирования и развития транспортного комплекса города Москвы при Правительстве города.

### Семья
Марина Голуб трижды была замужем.
Первый муж — предприниматель Евгений Тройнин.
Дочь Анастасия — работает в продюсерском центре «WonderLoft», с 11 февраля 2013 года стала одной из ведущих ток-шоу «Девчата» на канале Россия, с марта по июль 2015 — директор «Гоголь-центра».
Второй муж — актёр Вадим Долгачёв — работает в московском театре «Сопричастность».
Третий муж — Анатолий Белый (Вайсман), бывший актёр Театра им. Станиславского и Московского Художественного театра им. А. П. Чехова (в 2022 году уехал из России); актриса развелась с ним после 11 лет совместной жизни.

### Гибель
Погибла на 55-м году жизни в ночь с 9 на 10 октября 2012 года в результате ДТП на пересечении улицы Лобачевского и проспекта Вернадского.
Возвращаясь после спектакля, она поймала таксиста-частника на автомобиле Hyundai Sonata, чтобы доехать до дома, но на перекрёстке этот автомобиль был протаранен автомобилем Cadillac. От удара «Хендай» перевернулся, а «Кадиллак» протаранил ещё два автомобиля — LADA и KIA. В результате столкновения актриса и подвозивший её водитель от полученных травм скончались на месте. Кроме того, при аварии ранения различной степени тяжести получили ещё пять человек. Водитель Кадиллака с места ДТП скрылся.
Церемония прощания с актрисой прошла 13 октября 2012 года в МХТ им. Чехова. Отпевание состоялось в Храме Воскресения Словущего на Успенском Вражке. Похоронена после кремации на Троекуровском кладбище в Москве (уч. №6).
5 августа 2013 года Никулинский районный суд города Москвы приговорил к шести годам и шести месяцам лишения свободы в колонии общего режима Алексея Русакова, признав его виновником ДТП. Суд частично удовлетворил гражданский иск родственников погибшего вместе с Мариной Голуб водителя, постановив взыскать с Русакова в их пользу пятьсот тысяч рублей в счёт компенсации морального вреда. Также суд лишил Русакова водительских прав сроком на три года. 16 декабря 2019 года виновник ДТП вышел на свободу.

## Признание и награды
- Заслуженная артистка Российской Федерации (28 декабря 1995) — за заслуги в области искусства[3]
- Орден Дружбы (24 апреля 2008) — за большие заслуги в развитии отечественной культуры и искусства, многолетнюю плодотворную деятельность[21]
- Лауреат премии «Звезда Театрала» в номинации «Звёздный луч» (2010).

## Творчество

### Роли в театре

#### Московский Художественный театр имени А. П. Чехова
- «Терроризм»
- «Нули»
- «Пьемонтский зверь»
- 2004 — «Изображая жертву» Братья Пресняковы. Режиссёр: Кирилл Серебренников — Мать
- 2004 — «Тартюф» Мольер. Режиссёр: Нина Чусова — Дорина, горничная Марианы
- 2005 — «Гамлет» Шекспир. Режиссёр: Юрий Бутусов — Гертруда
- 2009 — «Трёхгрошовая опера» Бертольт Брехт, Вайль. Режиссёр: Кирилл Серебренников —  Селия Пичем
- 2010 — «Васса Железнова» М. Горький. Режиссёр: Лев Эренбург — Васса

### Фильмография
- 1980 — Юность Петра — Верка
- 1980 — В начале славных дел — Верка
- 1980 — О бедном гусаре замолвите слово — дама на балконе
- 1981 — Рождённые бурей — Стефания
- 1982 — Гражданин Лёшка — соседка Ларисы по общежитию
- 1987 — Дом с привидениями — Кира Викторовна, классный руководитель 2 «Б»
- 1989 — Мир вам, Шолом! (документальный)
- 1989 — Биндюжник и Король — барышня в борделе (эпизод)
- 1990 — Неизвестные страницы из жизни разведчика — Тереза
- 1990 — Мария Магдалина — Светлана
- 1994 — Зона Любэ — заключённая «Озорница»
- 1995 — Ширли-мырли — директор филармонии
- 1996 — Короли российского сыска (серия «Воскресное убийство») — мадам Свистунова, хозяйка публичного дома
- 1999 — Семейные тайны (документальный)
- 1999 — Поклонник — Валентина, почтальон
- 2000 — Свадьба — директор магазина
- 2000 — Истинные происшествия
- 2000 — Маросейка, 12 (серия «Мокрое дело») — Клава
- 2001 — Ростов-папа (серия «Шли по городу две свинки») — Валя
- 2001 — Пятый угол — Татьяна
- 2001 — Клетка — Галина
- 2001 — Русский водевиль (серия «Бедовая бабушка») — Клучкина, бабушка
- 2001 — На углу у Патриарших-2 — Люсьена Альбертовна
- 2002 — FM и ребята (серия «Последняя улика») — Марина Александрова
- 2002 — Русские амазонки
- 2002 — Дронго — Нина Ивановна
- 2002 — Дневник убийцы — госпожа Лазурская
- 2002 — В движении — работница архива
- 2003 — В июне 41-го — тётя Хава
- 2003 — Спас под берёзами (новелла «Чудотворная») — Людмила, жена сантехника
- 2003 — Постельные сцены
- 2003 — Пан или пропал — польская зрительница в театре
- 2003 — Замыслил я побег — мать Кати
- 2004 — Водитель для Веры — Зинаида
- 2004 — Узкий мост — Лера
- 2004 — Против течения — Настя
- 2004 — Даша Васильева. Любительница частного сыска—3 (серия «Спят усталые игрушки») — Люся
- 2004 — Даша Васильева. Любительница частного сыска-3 (серия «Бассейн с крокодилами»)
- 2004 — Усадьба — мать Елены
- 2005 — Крупногабаритные — Люся, жена Полозюка
- 2005 — Бриллианты для Джульетты — работник ДЭЗа
- 2005 — Бедные родственники — Белла
- 2006 — Московская история (телесериал, не завершён) — баба Маня
- 2006 — Ситуация 202 (фильм «Особый период») — генеральный директор
- 2006 — Такси для ангела — Аглая Канунникова, писательница, автор детективов
- 2006 — Папараца — жена Малинина
- 2006 — Охота на гения — врач Шевцова
- 2006 — Капитанские дети — мать Артёма
- 2006 — Изображая жертву — мать Вали
- 2006 — Андерсен. Жизнь без любви — хозяйка борделя
- 2007 — Ангел-хранитель — Эвелина Львовна, хозяйка гостиницы, тётя Веры
- 2007 — Служба доверия (серия «Покупка») — Клавдия Дмитриевна Тюрина
- 2007 — Откройте, Дед Мороз! — Марина Огурцова
- 2007 — Кука — Клава
- 2007 — Иван Подушкин. Джентльмен сыска-2 (серия «13 несчастий Геракла») — Лариса
- 2007 — Давай поиграем — Альбина Викторовна
- 2007 — Ты сверху, я снизу — Людмила Александровна
- 2008 — Иго любви — костюмерша
- 2008 — Свадьба — Ярослава Георгиевна
- 2008 — Моя любимая ведьма (Серии «Странный ужин» и «Седина в бороду, бес в ребро») — мать Ивана Столетова
- 2008 — Не пытайтесь понять женщину — Мама-Света
- 2008 — 2009 — Обручальное кольцо — Клара
- 2009 — Лёд в кофейной гуще — Майя Павловна
- 2009 — Суд (серия «Жестокость») — Ирина Сергеевна Мохова
- 2010 — Счастливый конец — Белла Изольдовна, психиатр
- 2009 — Человек с бульвара Капуцинок — Лара
- 2010 — Если небо молчит — Лиснянская
- 2010 — Зайцев, жги! История шоумена — Надежда Леонидовна, жена Яковлева
- 2010 — Луч на повороте — Зина
- 2010 — Цветок дьявола
- 2011 — Откройте, это я — мать Гарика
- 2011 — Пять невест — майор Галина Никишина
- 2012 — Мамы (новелла «Открытка») — Наташа
- 2012 — Атомный Иван — соседка
- 2012 — Петрович — Маргарита Флягина
- 2012 — Крылья — баба Агата
- 2012 — Шлюха
- 2013 — Друзья друзей — Люба[22]
- 2014 — Мама дарагая! — Люся

### Озвучивание
- 1981 — Лис и Пёс — сова Мамуля
- 2006 — Чемоданы Тульса Люпера. Русская версия — Софи